# Leitfeuer Dagebüll
Das Leitfeuer Dagebüll ist ein Präzisionssektorenfeuer an der nordfriesischen Nordseeküste in Dagebüll. Die Lichtkanone befindet sich auf einem gut 20 Meter hohen grauen Mast im Südwesten der Dagebüller Mole, auf der auch der Endbahnhof der Kleinbahn Niebüll–Dagebüll liegt. Das Leuchtfeuer wurde 1988 errichtet und dient als Leitfeuer für das Dagebüller Fahrwasser. Es hat bei seiner Inbetriebnahme den alten Leuchtturm Dagebüll abgelöst. Die Anlage wird vom Außenbezirk Amrum des Wasserstraßen- und Schifffahrtsamts Tönning unterhalten.